# Datchet
Datchet es una localidad situada en el distrito real (en inglés, Royal Borough) de Windsor y Maidenhead, en Inglaterra (Reino Unido). Tiene una población estimada, a mediados de 2019, de 4983 habitantes.
Está ubicada al sur de la región Sudeste de Inglaterra, en el condado de Berkshire, al oeste de Londres.
La localidad se desarrolló debido a su proximidad a Windsor y al servicio de ferry que la conectaba con la principal ruta a Londres a través del río Támesis. El ferry fue reemplazado más tarde por un puente al pie de High Street, reconstruido tres veces; un puente ferroviario que se acerca a Windsor a través del río, y dos puentes de carretera.